# Tanagrijske figurice
Tanagrijske figurice so v kalup ulite grške terakotne figurice iz poznega 4. stoletja pred našim štetjem, nastale v glavnem v beocijskem mestu Tanagra. Pred žganjem so bile prevlečene s tekočo belo glino in včasih kasneje poslikane v naturalističnih odtenkih z vodnimi barvami, kot je znamenita 'Dama v modrem' (Dame en Bleu) v Louvru. Strokovnjaki za grško kulturo so se čudili, zakaj je v podeželskem mestu, kot je Tanagra, nastajal tako fin in precej mestni slog terakotnih figuric.
Figurice prikazujejo običajne ženske, tudi nekaj mož in fantov, v vsakdanjih oblačilih z znanimi dodatki, kot so klobuk, venec ali pahljača. Nekateri značilni kosi  lahko predstavljajo like iz Menandrovih komedij, ki je glavni predstavnik grške nove komedije, in del drugih pisateljev. Drugi kipci pa so skladni z zgodnejšo tradicijo oblikovanja terakotnih figuric, ki so se uporabljali kot kultne podobe ali votivni predmeti. Običajno so veliki približno 10 do 20 centimetrov.
Kiparji modelov, ki so delali po kalupu, navdušeno razkrivajo telo pod gubami  imationa, vrženega okrog ramen kot ogrinjalo, pokrivajo glavo nad hitonom in prikazujejo draperijo v gibanju.

## Odkritje
Tanagrijske figurice so postale znane pred koncem 1860, ko so orači iz Vratsija v Beociji v Grčiji odkrili grobnice iz več stoletij. Glavne najdbe predvsem iz 4. in 3. stoletja pred našim štetjem so bile varne do leta 1874. Znotraj in zunaj grobnice iz helenističnega obdobja – 3. do 1. stoletje pred našim štetjem – je bilo veliko majhnih terakotnih figuric. Tako množično število kipcev na arheološkem najdišču v Tanagri določa mesto kot vir figur, ki so bile izvožene na oddaljene trge. Poleg tega so bile figure najdene v mnogih drugih sredozemskih mestih, tudi v Aleksandriji, Tarantu v  Magni Graecii, kraju Centuripe na Siciliji in Mirini v Miziji.

## Opis, pomen, izdelava
Majhne terakotne figure skoraj vedno predstavljajo ugledne ženske, ki so predstavljale ideal lepote in mode tiste dobe. Oblačila z veličastnimi gubami so elegantne in pogosto zavite tesno okrog telesa, pričeska je, čeprav je včasih zastrta, aristokratska in dovršeno urejena. Dodatki, kot so na primer dragi uhani ali pahljača, tudi klobuk, so zagotovili popolno sliko. Bilo je tudi nekaj idolov med njimi, kot je Afrodita.
Danes ne vemo, zakaj so bile glede na lokalne življenjske razmere tako zgodaj v zgodovini te nenavadne figure ustvarjene samo v Tanagri. V majhnem, bolj podeželskem mestu, so bili prebivalci zagotovo oblečeni in počesani enostavneje od mestnih žensk v Atenah in Aleksandriji.
Ker so bile prvotno mišljene kot grobni pridatki predvsem mladim umrlim ženskam, so verjeli, da je vsaka figura delovala kot znak idealne ali želene podobe popolne ženske – lepa, pametna in nadarjena za umetnost – in mrtvim je bilo treba pomagati na drugem svetu. Verjetno so bile tudi votivna darila. V grškem svetu je boginja Afrodita ženski ideal lepote, muza, prispodoba za glasbo, znanost, retoriko, kiparstvo, slikarstvo, kaligrafijo in za bogat, aristokratski atenski modni videz, pričesko in oblačila. Tudi žive ženske, še posebej v Atenah, so figure imele za talisman, prinašale so jim srečo, in so jih imele vedno pri sebi. Izguba in uničenje sta napovedovala nesrečo.
Tanagrijske figurice so bile strokovno narejene, polindustrijsko, umetniki (grško κοροπλάστης – oblikovalec figuric) so si pomagali z montažnimi kalupi, narejenimi iz lesa, po možnosti po živih modelih. Kot za velike figure (primerjava s kitajskimi terakotnimi vojaki) so glave pripravili ločeno in jih žgali ter kasneje dodali telesu in jih povezali z glino. V nekaterih primerih so žgali tudi telo. Po ohlajanju so figure premazali z belo osnovno barvo, kar je po sušenju dalo umetniško podobo. Barve pigmenta so se v mnogih primerih ohranile v skoraj prvotnem sijaju. Nekateri veliki muzeji, kot so Louvre, Britanski muzej v Londonu, Berlinska zbirka antikvitet (Antikensammlung), Berlin, Ermitaž v Sankt Peterburgu in Grško-rimski muzej v Aleksandriji hranijo nekaj figur.

## Vpliv
Figurice so bile v 19. stoletju meščanski ideal realizma in so pri Evropejcih postale zelo priljubljene. Jean-Léon Gerome je ustvaril polikromatično skulpturo, ki upodablja duh Tanagre , francoski kritik je opisal modne ženske portrete v kipcih kot "Parižanke antičnega sveta".  Oscar Wilde je tanagrijski kipec omenil v svojem romanu Slika Doriana Graya, nato pa tudi  v svoji komediji Idealni soprog (An Ideal Husband), 1895, ko je napisal, da je značaj Mabel Chiltern (med dodatnimi opisi) "kot tanagrijski kipec, a bi bila precej nejevoljna, če bi ji to kdo rekel". 
Zaradi zahtev zbirateljev so začeli delati ponaredke.